# August Schmekel
August Schmekel (* 29. Oktober 1857 in Jastrow; † 20. Juni 1934 in Greifswald) war ein deutscher Altphilologe und Philosophiehistoriker.

## Leben
Schmekel promovierte 1885 an der Universität Greifswald mit einer Arbeit über Ovid. Ulrich von Wilamowitz-Moellendorff schrieb kurz darauf an Theodor Mommsen: „Vermutlich wird sich in einigen Tagen ein verwachsener schüchterner fast blinder hungriger Mensch Dir vorstellen, der sich auf mich beruft. Er ist in Greifswald mein Schüler gewesen. A. S. hat dort nach meinem Fortgang sehr gut promoviert ... Aber er ist nicht im Schuldienst anzustellen, wegen der Augen und der Persönlichkeit. ... Unbegreiflicher Weise raten ihm Leute zur Habilitation für alte Philosophie.“ 1893 habilitierte sich Schmekel schließlich in Berlin. Auf Empfehlung von Wilamowitz forcierte Friedrich Althoff 1898 die Versetzung Schmekels an die Universität Greifswald, wo Schmekel als Extraordinarius den emeritierten Franz Susemihl ersetzen sollte. Nach dem Protest der Greifswalder philosophischen Fakultät wurde Schmekel 1899 als persönlicher Extraordinarius für Philosophie und Philologie an die Universität Greifswald versetzt; zu Susemihls Nachfolger wurde als Extraordinarius Alfred Körte berufen. Schmekel verbrachte seine gesamte weitere Laufbahn in Greifswald, wo er 1906 zum beamteten außerordentlichen Professor ernannt wurde und 1921 zum persönlichen Ordinarius. 1927 wurde er emeritiert.
Sein 1892 in erster Auflage erschienenes Buch Die Philosophie der mittleren Stoa in ihrem geschichtlichen Zusammenhange ist bis heute das „Standardwerk“ zur Philosophie der mittleren Stoa. 1914 veröffentlichte er eine Monographie über Isidor von Sevilla, postum erschien der Band Forschungen zur Philosophie des Hellenismus (1938).

## Schriften
- De Ovidiana Pythagoreae doctrinae adumbratione. Greifswald 1885.
- Die Philosophie der mittleren Stoa in ihrem geschichtlichen Zusammenhange. Berlin 1892.
- Isidorus von Sevilla. Sein System und seine Quellen. Berlin 1914.